# O Espadachim de Carvão e As Pontes de Puzur
O Espadachim de Carvão e As Pontes de Puzur é um livro de fantasia escrito por Affonso Solano, e publicado no ano de 2015 pela Editora LeYa/Casa da Palavra. É o segundo volume da série O Espadachim de Carvão. A obra está com média 4,5 estrelas no Submarino, Amazon, iTunes e Skoob.

## Enredo
A história principal do segundo livro se passa cerca de 1200 ciclos antes do primeiro, próximo ao Ciclo 520 da Era dos Mortais. Mostra Kurgala "abandonada" pelos Quatro Deuses Dingirï. Trás como personagem principal Puzur Vendelel. Artigo na contra-capa do livro: “Ninguém viaja mais rápido que Puzur.” Lutando para se adaptar ao mundo dos mortais, Adapak se refugia no navio de Sirara, farto de lidar com os segredos do passado. Mas quando um antigo diário cai em suas mãos, O Espadachim de Carvão acaba por mergulhar nos registros de alguém responsável por influenciar não somente sua vida, mas a história de Kurgala – uma menina forçada a acompanhar a jornada de um ladrão desesperado, disposto a violar as regras mais antigas que os Quatro Que São Um deixaram para trás. Quem foi Puzur? O que procurava? Enquanto viaja pelas páginas do tempo, Adapak desconhece que sua curiosidade está prestes a colocá-lo sob a ameaça de algo que ele mesmo possa ter desencadeado.

## Personagens
- Yarlagandu: um poderoso kishpü, senhor de um conjunto de terras ao Sul de Badibiria. Conta-se que ele fizera um grande favor a Enlil’ När, O Viajante, e em troca recebeu do Deus Dingirï três pequenas “pedras mágicas”, uma azul, uma verde e uma amarela. Yarlagandu as transformou em pingentes e presenteou as três filhas: Igi, Sumi e Lukur. Usando as relíquias, as irmãs nunca se perderiam, pois sob a luz de Sinanna (uma das luas do planeta Kurgala), as pedras se acendiam levemente quando apontadas em direção uma da outra. Conforme as meninas cresceram, Yarlagandu contou a elas que as relíquias era capazes de fazer muito mais... Que juntas elas formavam uma “Ponte”. Yarlagandu possuía um guarda-costas ushariani chamado Puzur.

- Puzur Vendelel: ushariani, acabou se relacionando com Sumi, que o contou sobre as Relíquias. Puzur as roubou e levou à um armeiro desconhecido em Badibiria, que com elas forjou três belas espadas com osso branco de anbärr. A partir daí começou a Jornada de Puzur em busca de relíquias e informações pra resgatar uma pessoa querida de um lugar misterioso. Nesse caminho ele se vê na companhia de Laudiara.

- Laudiara: humana, de cerca de 15 ciclos de idade. Antes de se “aliar” a Puzur, trabalhava como Despertador na cicade de Isin, e também como Cocheira (transporte de pessoas em carruagens). Excelente Musicista e Compositora, toca sebet (um instrumento de sete cordas). Órfã de mãe e pai, possui dois irmãos mais novos, que ela acredita estarem mortos. O nome deles: Tamtul e Magano.

- Süen: uggael, negociava com Puzur. Foi ele quem deu a informação sobre a localização da Feiticeira Ilkora.

- Ilkora: humana, feiticeira, filha de Asara, A Observadora. Servia como sacerdotisa “disfarçada” no Templo da Lança, na Cidade de M’öttula.

- Raasinashari: ïnannariana, representava A Voz. Era A Palavra na Ordem dos Zeladores. Por isso, facilmente manipulou Laudiara contra Puzur.

- Balöl: sadummuniano, representava O Artesão. Era A Mão na Ordem dos Zeladores. Carregava dois martelos feitos de madeira e rocha.

- Marchan: humano, representava O Viajante. Era As Asas na Ordem dos Zeladores. Carregava um arco e um conjunto de flechas nas costas.

- Vikkara: ushariani, representava A Lança. Era A Caçadora na Ordem dos Zeladores. Segurava uma lança e uma rede.

- Adapak: o espadachim de carvão, filho de Anu’ När, é o resultado de todas as raças existentes em Kurgala. Nessa parte da história, está em posse das três espadas. Busca conhecimento nos livros de Isin, na companhia de Sirara.

- Sirara Nanshe: humana, Capitã de um navio. Auxilia Adapak na busca de informações e respostas.

- Azagör: sadummuniano. É um monge. Ele acredita que Adapak seja S’almu Saruma, o Rei Queimado, o Imperador Negro dos Nove Mil.

## Recepção da Crítica
- O livro recebeu críticas geralmente positivas. Rafael Teodoro, Colunista no Site Novo Nerd, escreveu: "Solano novamente nos encanta com uma obra leve e divertida, que nos deixa ansiosos para saber quais foram as reais intenções dos Dingirï na criação de Kurgala, o paradeiro de Enlil’ När e Nintu’ När e o que realmente é Adapak."[2]

- Alessandro Oliveira, Colunista do Site Cinema e Séries, Escreveu: "O ritmo de escrita é muito dinâmico e você é apresentado a diversas criaturas e locais sem ficar perdido."[3]
- Milena Félix, Colunista do Site Teoria Geek, escreveu: "Não se preocupe em ler duas histórias ao mesmo tempo, pois ambas acabam complementando uma a outra. E em certos momentos, até parecem se cruzarem, e tudo começa a tormar forma."[4]

## Lançamento
- O livro foi lançado em 10 de Setembro de 2015 na XVII Bienal Internacional do Livro pela Editora LeYa.

- Na mesma ocasião, foi lançado o spin-off/continuação chamado Tamtul e Magano e a Ameaça de Rumbaba. Roteirizada e ilustrada por L.G. Quelhas e Zé Carlos, a 1ª HQ oficial do universo do Espadachim de Carvão é baseada nas Aventuras de Tamtul e Magano, livros que Adapak leu na infância.

- Em 21 de Março de 2017, foi lançado um Box de capa dourada contendo os Volumes 1 e 2.

- A produtora Split Studio anunciou na CCXP 2019 o projeto da Série Animada “O Espadachim de Carvão”. Dirigido por Vini Wolf, com previsão de estréia em 2022.

## Ver Também
- Página Oficial do Autor Affonso Solano